# Kanton Picquigny
Der Kanton Picquigny war bis 2015 ein französischer Wahlkreis im Arrondissement Amiens, im Département Somme und in der Region Picardie; sein Hauptort war Picquigny. Vertreter im Generalrat des Départements war ab 1994 René Lognon (PCF).
Der Kanton Picquigny war 208,05 km² groß und hatte im Jahr 2006 17.819 Einwohner. Er lag im Mittel 50 m hoch, zwischen 6 m in Flixecourt und 134 m in Vignacourt.

## Gemeinden
Der Kanton bestand aus 21 Gemeinden:
| Gemeinde               | Einwohner Jahr | Fläche km² | Bevölkerungsdichte | Code INSEE | Postleitzahl |
| ---------------------- | -------------- | ---------- | ------------------ | ---------- | ------------ |
| Ailly-sur-Somme        | 3.071 (2013)   | –          | – Einw./km²        | 80011      | 80470        |
| Belloy-sur-Somme       | 774 (2013)     | –          | – Einw./km²        | 80082      | 80310        |
| Bettencourt-Saint-Ouen | 649 (2013)     | –          | – Einw./km²        | 80100      | 80610        |
| Bouchon                | 151 (2013)     | –          | – Einw./km²        | 80117      | 80310        |
| Bourdon                | 390 (2013)     | –          | – Einw./km²        | 80123      | 80310        |
| Breilly                | 465 (2013)     | –          | – Einw./km²        | 80137      | 80310        |
| Cavillon               | 102 (2013)     | –          | – Einw./km²        | 80180      | 80310        |
| La Chaussée-Tirancourt | 643 (2013)     | –          | – Einw./km²        | 80187      | 80310        |
| Condé-Folie            | 927 (2013)     | –          | – Einw./km²        | 80205      | 80310        |
| Crouy-Saint-Pierre     | 333 (2013)     | –          | – Einw./km²        | 80229      | 80310        |
| L’Étoile               | 1.270 (2013)   | –          | – Einw./km²        | 80296      | 80310        |
| Ferrières              | 469 (2013)     | –          | – Einw./km²        | 80305      | 80310        |
| Flixecourt             | 3.205 (2013)   | –          | – Einw./km²        | 80318      | 80310        |
| Fourdrinoy             | 384 (2013)     | –          | – Einw./km²        | 80341      | 80310        |
| Hangest-sur-Somme      | 721 (2013)     | –          | – Einw./km²        | 80416      | 80310        |
| Le Mesge               | 184 (2013)     | –          | – Einw./km²        | 80535      | 80310        |
| Picquigny              | 1.366 (2013)   | –          | – Einw./km²        | 80622      | 80310        |
| Soues                  | 144 (2013)     | –          | – Einw./km²        | 80738      | 80310        |
| Vignacourt             | 2.411 (2013)   | –          | – Einw./km²        | 80793      | 80650        |
| Ville-le-Marclet       | 491 (2013)     | –          | – Einw./km²        | 80795      | 80420        |
| Yzeux                  | 269 (2013)     | –          | – Einw./km²        | 80835      | 80310        |